# Emil Jannings
Emil Jannings (numele real: Theodor Friedrich Emil Janenz; n. 23 iulie 1884, Rorschach, Cantonul St. Gallen, Elveția – d. 2 ianuarie 1950, Strobl⁠(d), Salzburg, Austria) a fost un actor german, cunoscut mai mult ca actor de film, primul actor câștigător al premiului Oscar.

## Biografie
Tatăl său, comerciantul Emil Janenz, deținea cetățenia americană, iar mama sa, Margarethe (n. Schwabe), era originară din sudul Germaniei. Emil Jannings a copilărit in Elveția, având cetățenia germană, și în Germania.
În 1929 este primul care câștigă premiul Oscar pentru cel mai bun actor pentru filmul din 1927 The Way of All Flesh și pentru filmul din 1928 The Last Command.

## Filmografie
- 1920 Algol - Tragödie der Macht
- 1930 Îngerul albastru	(Der blaue Engel), regia Josef von Sternberg